# حجاز (دمشق)
حجاز (به عربی: الحجاز) یک منطقهٔ مسکونی در سوریه است که در دمشق واقع شده‌است. حجاز ۵٬۵۷۲ نفر جمعیت دارد.